# GSC6541-1998
GSC6541-1998 — хімічно пекулярна зоря спектрального класу Si, що має видиму зоряну величину в смузі V приблизно 10,0.